# Lettres sur la danse et les ballets

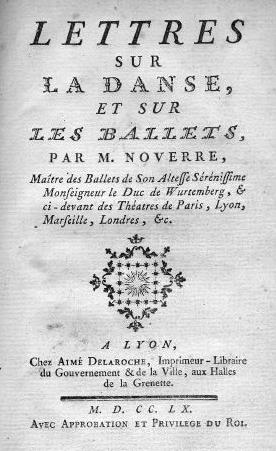
Portada del llibre

Lettres sur la danse et les ballets és un text teòric sobre dansa publicat aproximadament el 1760 pel ballarí, coreògraf i mestre francès Jean-Georges Noverre. En ell teoritza i estableix les bases dels ballets-pantomima, ballets d'acció o pantomímics, un gènere d'arts escèniques derivat de l'òpera-ballet en el qual el cant ha acabat desapareixent, esdevenint la dansa protagonista i autònoma. Aquests espectacles es descriuen amb una estructura narrativa que utilitza la dansa com a llenguatge principal, complementat amb música, escenografia i vestuari. Dramatúrgicament es caracteritzen pel fet que transcorren en un sol espai i un sol temps. Aquestes notes marcaran un punt d'inflexió en la història de la dansa.
Noverre combina escenes ballades amb d'altres de pantomímiques per tal d'explicar l'acció i el seu significat, sense recórrer a la declamació ni la lírica. Així mateix, despulla la dansa de l'artificiositat de les màscares, adapta el vestuari a la temàtica i època de l'obra i posa l'accent en l'expressivitat de la dansa i del ballarí per damunt de la formalitat i el virtuosisme tècnic, anticipant així el que serà el ballet romàntic.
La dansa passarà a entendre’s com un art autònom, deixant de funcionar com a element decoratiu en òperes i entremesos teatrals, tal com havia succeït fins aleshores.

## De la dansa barroca a la dansa clàssica

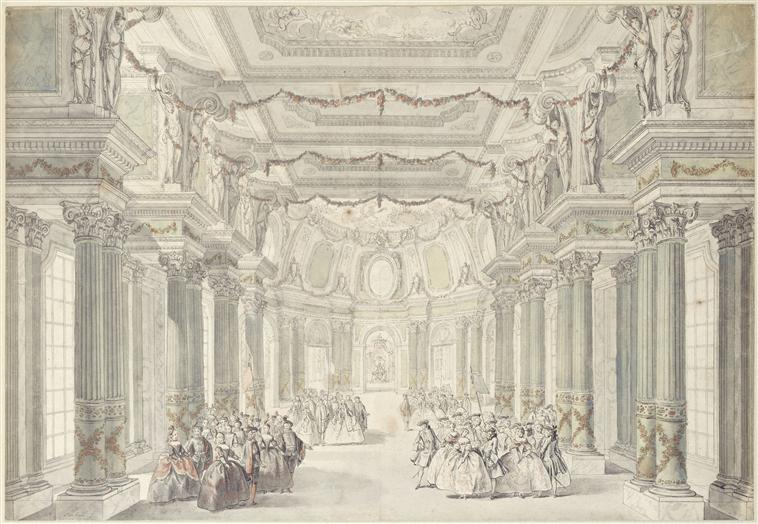
Una comèdia-ballet en 1745

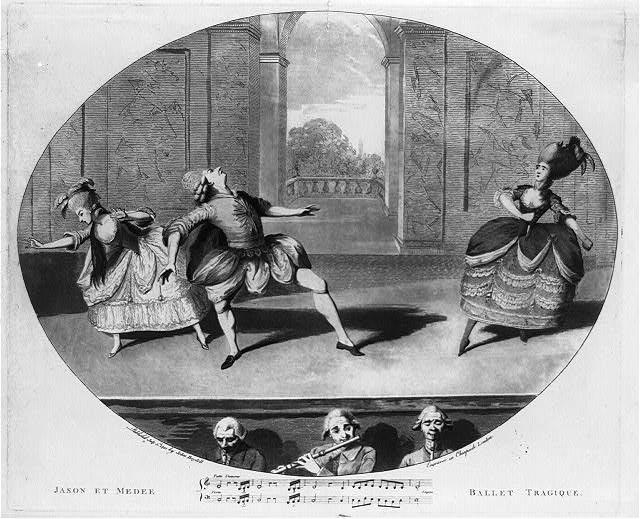
Un ballet-pantomima de l'any 1767

A partir de 1669, Jean-Baptiste Lully, ballarí i compositor, crea la tragèdia-ballet, un gènere teatral al qual es canta la grandesa del rei, i la comèdia-ballet, una mena de dansa-teatre que compon amb el dramaturg Molière per a divertir al rei i la cort. A les comèdies-ballet, l'actuació sense ballar, la dansa i el cant s'alternen i són interpretats per les mateixes persones. En obres teatrals per exemple de Molière hi ha intermedis ballats que es corresponen a moments de clímax especials, com per exemple somnis. Cap a 1680 els ballets de la cort desapareixen i el rei deixa de ballar. A partir de llavors, aquestes danses no naturalistes i teatralitzades comencen a ser ballades exclusivament per ballarins, que es van professionalitzant progressivament i acaben fent gires per tot Europa. D'altra banda, a partir de 1682 els nobles arribats al palau de Versailles organitzen grans balls socials, danses d'elit per a justificar la seva presència en un entorn que gira entorn del rei i només d'ell.
A partir de 1725, ja a l'època de Lluís XV, les danses cortesanes són lúdiques i més senzilles. En contrast, en aquesta època a escena apareixen les òperes-ballet, com per exemple Indes galantes, grans espectacles molt refinats, sumptuosos en posada en escena i als quals els ballarins tenen el protagonisme. A poc a poc la dansa es torna autònoma apareixent el ballet-pantomima, al qual ja no hi ha cant i del que Jean-Georges Noverre en parla a Lettres sur la danse en 1760. Amb la revolució popular de 1789, les mentalitats i els valors canvien, es critica la vida cortesana i la república substitueix a la monarquia; aquesta nova manera d'entendre el món i el cos es tradueix en una evolució de la moda i els moviments de la dansa escènica, a la qual el passos es fan cada vegada més grans i els salts més alts. La Belle Dance a la cort com a tal desapareix i el que queda d'ella als teatres acaba fonent-se dintre del que a poc a poc acabarà sent la dansa clàssica.